# خوليو سيزار بريتوس
خوليو سيزار بريتوس (بالإسبانية: Julio César Britos)‏ (مواليد 18 مايو 1926) هو لاعب كرة قدم. يلعب مع منتخب الأوروغواي لكرة القدم. سبق له أن لعب في كأس العالم لكرة القدم مع منتخب بلاده.

## روابط خارجية
- خوليو سيزار بريتوس على موقع الاتحاد الدولي (مؤرشف)  (الإنجليزية)
- خوليو سيزار بريتوس على موقع قاعدة بيانات كرة القدم.إي يو (الإنجليزية)
- خوليو سيزار بريتوس على موقع ناشيونال فوتبول تيمز (الإنجليزية)